# Al Shabab Al Arabi Club 2007-2008
Questa voce raccoglie le informazioni riguardanti l'Al Shabab Al Arabi Club nelle competizioni ufficiali della stagione 2007-2008.

## Risultati
- UAE Football League: Campioni (secondo titolo)
- Coppa del Presidente: Semi-Finale

## Staff tecnico
- Allenatore:  Abdullah Saqer Al Marri
- Vice-allenatore:  Alciney Miranda

## Rosa
| N. |                                | Ruolo | Calciatore         |
| -- | ------------------------------ | ----- | ------------------ |
| 1  | Emirati Arabi Uniti (bandiera) | P     | Ismail Rabee Rabee |
| 12 | Iran (bandiera)                | C     | Eman Mobali        |
| 5  | Iran (bandiera)                | C     | Javad Kazemian     |
| 99 | Sierra Leone (bandiera)        | A     | Mohamed Kallon     |
| 18 | Emirati Arabi Uniti (bandiera) | P     | Juma Al-Holi       |
| 4  | Iran (bandiera)                | D     | Mehrdad Oladi      |

| N. |                                | Ruolo | Calciatore        |
| -- | ------------------------------ | ----- | ----------------- |
| 3  | Emirati Arabi Uniti (bandiera) | A     | Salem Saad        |
| 89 | Brasile (bandiera)             | C     | Marcos Assunção   |
| 10 | Emirati Arabi Uniti (bandiera) | A     | Salem Al-Abadla   |
| 19 | Brasile (bandiera)             | C     | Fernando          |
| 7  | Colombia (bandiera)            | C     | David Ferreira    |
| 23 | Zimbabwe (bandiera)            | A     | Musawengosi Mguni |